# Vergabe der Fußball-Europameisterschaft 2024
Der Gastgeber der Fußball-Europameisterschaft 2024 wurde durch die UEFA am 27. September 2018 in Nyon verkündet, wobei sich Deutschland gegen die Türkei durchsetzte.

## Vergabe

### Verfahren
Der deutsche und der türkische Verband reichten bis zum 27. April 2018 die vollständigen Bewerbungsunterlagen ein. Im nächsten Schritt prüfte die UEFA diese Unterlagen und forderte von den Bewerbern ggf. ergänzende Auskünfte an. Auch Inspektionsbesuche vor Ort waren vorgesehen. Die UEFA und mögliche von ihr beauftragte Experten erarbeiteten für jede Bewerbung einen schriftlichen Evaluationsbericht. Dieser wurde am 21. September 2018 vorgestellt. Der deutschen Bewerbung wurde eine „inspirierende, kreative und sehr professionelle Vision“ bescheinigt. Auch die Bewertung des türkischen Fußballverbandes fiel insgesamt positiv aus. Dennoch muss sich die türkische Bewerbung Kritik in mehreren Punkten gefallen lassen. So wird „das Fehlen eines Aktionsplans in Sachen Menschenrechte“ als „problematisch“ angesehen. Des Weiteren heißt es im Bericht: „Infolge der jüngsten wirtschaftlichen Entwicklungen im Land könnten geplante öffentliche Investitionen unter Druck geraten.“ Auch die höhere Stadionkapazität in Deutschland wurde angeführt. Insgesamt schnitt Deutschland in der Beurteilung durch die UEFA besser ab als die Türkei. Die Bewertung war für die Mitglieder des Exekutivkomitees jedoch nicht bindend. Am 27. September 2018 wählte das UEFA-Exekutivkomitee den Austragungsort.

### Bewerber

#### Deutschland
Das DFB-Präsidium beschloss am 23. Oktober 2013, dass sich der DFB um die Ausrichtung des Turniers bewerben werde; am Tag darauf wurde die Entscheidung auf dem 41. ordentlichen DFB-Bundestag in Nürnberg öffentlich gemacht. Am 20. Januar 2017 beschloss das nunmehr amtierende DFB-Präsidium unter Vorsitz von Reinhard Grindel erneut die Bewerbung um die Fußball-EM 2024. Dieser überreichte schließlich am 1. März 2017 die offizielle Interessenserklärung des DFB, an der Ausrichtung, an UEFA-Generalsekretär Theodore Theodoridis. Für Deutschland wäre eine Austragung nach der EM 1988 und den beiden Weltmeisterschaften 1974 und 2006 das vierte große Turnier.
Bis zum 17. Februar 2017 konnten interessierte Städte und Stadien, die 2024 Spiele ausrichten möchten, eine unverbindliche Interessenbekundung beim DFB einreichen. Bis zur gesetzten Frist reichten 18 Städte und Stadien die erforderlichen Unterlagen ein. Im Verlauf des Bewerbungsverfahrens zogen sich die Städte Dresden, Freiburg, Karlsruhe und Kaiserslautern zurück.
Folgende Städte haben bis zum Stichtag am 26. April 2017 ihr Interesse bekundet, Spiele bei der Europameisterschaft 2024 auszutragen:
| Stadt           | Stadion             | Kapazität                     | Kapazität international |
| --------------- | ------------------- | ----------------------------- | ----------------------- |
| Berlin          | Olympiastadion      | 74.475 Sitzplätze             | 74.475 Sitzplätze       |
| Bremen          | Weserstadion        | 42.100 Plätze                 | 37.441 Sitzplätze       |
| Dortmund        | Westfalenstadion    | 81.360 Plätze                 | 65.851 Sitzplätze       |
| Düsseldorf      | Merkur Spiel-Arena  | 54.600 Plätze                 | 51.500 Sitzplätze       |
| Frankfurt a. M. | Commerzbank-Arena   | 51.500 Plätze                 | 48.000 Sitzplätze       |
| Gelsenkirchen   | Veltins-Arena       | 62.271 Plätze                 | 54.740 Sitzplätze       |
| Hamburg         | Volksparkstadion    | 57.000 Plätze                 | 51.500 Sitzplätze       |
| Hannover        | HDI-Arena           | 49.200 Plätze                 | 45.100 Sitzplätze       |
| Köln            | Rheinenergiestadion | 49.968 Plätze                 | 46.195 Sitzplätze       |
| Leipzig         | Zentralstadion      | 42.959 Sitzplätze             | 42.959 Sitzplätze       |
| Mönchengladbach | Borussia-Park       | 54.014 (BL) bis 60.250 Plätze | 46.287 Sitzplätze       |
| München         | Allianz Arena       | 75.021 Plätze                 | 70.000 Sitzplätze       |
| Nürnberg        | Max-Morlock-Stadion | 50.000 Plätze                 | 44.308 Sitzplätze       |
| Stuttgart       | MHPArena            | 60.449 Plätze                 | 54.812 Sitzplätze       |

(Die am 15. September 2017 für die Bewerbung ausgewählten Stadien sind gelb hinterlegt)
Nach UEFA-Anforderungen müssen alle Stadien eine Nettositzplatzkapazität (Anzahl öffentlich verfügbarer Sitzplätze ohne Medienplätze und Plätze mit Sichtbehinderung) von minimal 30.000 Sitzplätzen aufweisen.
Die vollständigen Bewerbungsunterlagen der Städte für das nationale Auswahlverfahren mussten bis zum 10. Juli 2017 beim DFB eingereicht werden. Ursprünglich hätten die Bewerbungen bereits am 12. Juni 2017 vorliegen müssen, dieser Termin wurde jedoch aufgrund verspätet eingegangener Unterlagen der UEFA verschoben. Alle vierzehn Städte und Stadien, die ihr Interesse bis zum Stichtag am 26. April bekundet und ihre Bewerbung noch nicht zurückgezogen hatten, reichten ihre Bewerbungen fristgerecht beim DFB ein. Das Bewerbungskomitee des DFB wertete in den folgenden Wochen die eingereichten Unterlagen aus. Zudem wurden ab Ende Juli 2017 allen 14 Stadien sogenannte „Site Visits“ abgestattet, um die Gegebenheiten vor Ort und möglicherweise notwendige Um- und Ausbauten in Augenschein zu nehmen.
Auswahlkriterium bei den Spielorten war vorrangig die Stadionkapazität. Damit möglichst vielen Menschen der Zugang zur EM ermöglicht werden kann, hat der DFB die von der UEFA geforderte Netto-Sitzplatzkapazität in der Kategorie I (drei Stadien müssen diese Kapazität aufweisen) von mindestens 50.000 auf mindestens 60.000 angehoben. Weitere Kriterien waren unter anderem Sicherheitsaspekte oder die Infrastruktur. Anhand dieser Kriterien und der Bewerbungsunterlagen der Städte bildete das Bewerbungskomitee des DFB ein Ranking der Bewerberspielorte. Es wurde zudem eine regionale Einteilung der Bewerber in vier über das ganze Land verteilte Zonen vorgenommen. Aus jeder der vier Zonen konnten ein bis vier Spielorte zum Zug kommen. Zur Zone I (Norden) gehörten Bremen, Hamburg und Hannover. Der Zone II (Westen) waren Dortmund, Düsseldorf, Gelsenkirchen, Köln und Mönchengladbach zugeordnet. Zu Zone III (Süden) zählten Frankfurt am Main, München, Nürnberg und Stuttgart. Der Zone IV (Osten) gehörten Berlin und Leipzig an.
Die Bewerberstädte mussten zudem Verpflichtungserklärungen gegenüber der UEFA abgeben, bspw. dass innerhalb der „kommerziellen Zone“ im Umkreis von 500 Meter um die Stadien politische und religiöse Demonstrationen generell unterbunden werden. Auch sollen die Städte Gesetze zum Schutz der UEFA-Vermarktungsrechte erlassen. Kneipen in der Nähe von Stadien sollen keine Großbildleinwände aufstellen dürfen. Wolfgang Hoffmann-Riem, ehemaliger Bundesverfassungsrichter, hält Teile der Erklärungen für verfassungswidrig: Eingriffe in die Versammlungsfreiheit seien nicht aus kommerziellen Interessen möglich; nicht Städte, sondern Parlamente könnten Gesetze erlassen; das Großbildleinwandverbot für Gastronomen sei ein rechtswidriger Eingriff in die Berufsfreiheit. Die Verantwortlichen der Stadt Bremen teilten diese Bedenken; die Hamburger und Leipziger Verantwortlichen nicht. Aus Hannover, Dortmund, Düsseldorf, Köln, München, Berlin, Frankfurt, Nürnberg, Mönchengladbach und Stuttgart äußerten sich die Verantwortlichen nicht, bzw. nur ausweichend, zu den Punkten.
Am 15. September 2017 wählte das DFB-Präsidium aus den verbliebenen 14 Bewerbern zehn Städte und Stadien aus, mit denen man sich um die Ausrichtung der EM 2024 bei der UEFA bewerben möchte. Dabei folgte das DFB-Präsidium einstimmig der Empfehlung des Bewerbungskomitees. Ausgewählt wurden die Plätze 1 bis 10: Berlin, München, Düsseldorf, Stuttgart, Köln, Hamburg, Leipzig, Dortmund, Gelsenkirchen und Frankfurt. Die auf den Plätzen 11 bis 14 gelandeten Nürnberg, Hannover, Mönchengladbach und Bremen blieben unberücksichtigt. Das Zoning musste nicht angewendet werden, da nach dem Ranking nicht mehr als vier Städte und mindestens eine pro Zone zum Zug kam.
Philipp Lahm fungiert als offizieller Botschafter der deutschen Bewerbung um die Ausrichtung der EM 2024. Der ehemalige Nationalspieler und Kapitän der Nationalmannschaft sollte helfen, die UEFA von der deutschen Bewerbung zu überzeugen.
Der Slogan der deutschen EM-Bewerbung lautet: „United by Football – Vereint im Herzen Europas“. Das Logo der deutschen Bewerbung wurde über einen Designwettbewerb auf der Plattform „jovoto“ ermittelt. Dort konnten Mitglieder Vorschläge einreichen. Die Community der Plattform wählte aus diesen 20 und der DFB fünf weitere Logos aus. Die 25 Vorschläge wurden von einer Jury, die aus Experten der Design- und Kommunikationsbranche sowie Vertretern der Sportwelt bestand, bewertet und die fünf Besten am 15. September 2017 präsentiert. Ein nationales Voting im Internet vom 15. bis 22. September 2017 bestimmte den Sieger. 44 % der Stimmen entfielen auf den Vorschlag des Serben Igor Petrovic. Das Logo zeigt zwei Herzen in den deutschen Nationalfarben Schwarz-Rot-Gold und eine 24, dazu die Zeile „Germany Candidate for UEFA EURO 2024“.
Der DFB-Präsident Reinhard Grindel, der Generalsekretär Friedrich Curtius, der Bewerbungsbotschafter Philipp Lahm, sowie die frühere Nationalspielerin und DFB-Integrationsbotschafterin Celia Šašić reichten am 24. April 2018 fristgerecht bei UEFA-Generalsekretär Theodore Theodoridis das „Bid Book“, also die deutsche EM-Bewerbung, in der UEFA-Zentrale in Nyon ein. Aufgeteilt in zwölf Sektoren, wurden insgesamt 189 Fragen der UEFA beantwortet. Das Bid Book wurde vom DFB in Zusammenarbeit mit den zehn Spielorten sowie externen Experten erstellt. Es umfasst 868 Seiten und zusätzlich 760 Seiten Anhang mit zahlreichen Unterstützungsschreiben von Vertretern aus Sport, Politik und Wirtschaft.
Am Wochenende vor der Vergabe fand ein bundesweiter Aktionsspieltag zur Deutschland-Bewerbung statt. Bei sämtlichen Spielen der Bundesliga, 2. Bundesliga, 3. Liga, der Allianz Frauen-Bundesliga und 2. Frauen-Bundesliga sowie bei ausgewählten Partien im Amateurbereich fanden zahlreiche Aktionen unter dem Motto der deutschen Bewerbung „United by Football“ statt. Unter anderem stellten sich die Teams vor Spielbeginn zu einem gemischten Mannschaftsfoto auf. Die Spieler trugen auf dem Trikotärmel das Logo der deutschen Bewerbung, das auch auf den Auswechseltafeln zu sehen war. Die Schiedsrichter sowie zahlreiche Medienpartner beteiligten sich ebenfalls an der finalen Bewerbungsaktion. In München wurde zudem die Allianz Arena in den Farben Schwarz-Rot-Gold in Kombination mit der europäischen Flagge beleuchtet.
Eine Woche vor Vergabe sprach sich eine deutliche Mehrheit der deutschen Bevölkerung für ein Turnier in Deutschland aus. Laut einer repräsentativen Umfrage des Meinungsinstituts FORSA befürworteten knapp Dreiviertel (74 Prozent) der Bundesbürger über 16 Jahren eine EM in Deutschland, 12 Prozent waren noch unentschlossen. Unter den Fußballinteressierten sprachen sich 89 Prozent für eine EURO 2024 in Deutschland aus.

#### Türkei
Am 25. April 2014 zog der Türkiye Futbol Federasyonu überraschend seine Bewerbung für die Finalspiele der Fußball-Europameisterschaft 2021 zurück und gab bekannt, sich stattdessen auf die Kandidatur für das Turnier 2024 konzentrieren zu wollen. Die Türkei scheiterte bereits bei den Bewerbungsverfahren der jeweiligen Europameisterschaften 2008, 2012 und 2016 und hat bisher weder eine EM noch eine WM ausgetragen. Am 15. Februar 2017 bestätigte der türkische Verbandspräsident Yıldırım Demirören, dass die Türkei sich um die Ausrichtung bewerben werde.
Am 20. Oktober 2017 wurden folgende Städte und Stadien für die Bewerbung ausgewählt:
| Stadt               | Stadion                      | Eröffnung      | Kapazität         |
| ------------------- | ---------------------------- | -------------- | ----------------- |
| Ankara              | Başkent Stadyumu             | in Bauphase    | 41.923 Sitzplätze |
| Antalya             | Antalya Stadyumu             | Oktober 2015   | 32.539 Sitzplätze |
| Bursa               | Timsah Arena                 | Dezember 2015  | 43.331 Sitzplätze |
| Eskişehir           | Eskişehir Yeni Atatürk Stadı | November 2016  | 34.930 Sitzplätze |
| Gaziantep           | Gaziantep Stadyumu           | Januar 2017    | 34.930 Sitzplätze |
| Istanbul-Başakşehir | Atatürk-Olympiastadion       | Juli 2002      | 75.145 Sitzplätze |
| Istanbul-Sarıyer    | Türk Telekom Stadyumu        | Januar 2011    | 52.650 Sitzplätze |
| İzmit               | Kocaeli Stadyumu             | in Bauphase    | 33.000 Sitzplätze |
| Konya               | Konya Büyükşehir Stadı       | September 2014 | 41.981 Sitzplätze |
| Trabzon             | Medical Park Stadyumu        | Dezember 2016  | 41.461 Sitzplätze |

Am 26. April 2018 reichte der türkische Verband seine endgültigen Bewerbungsunterlagen fristgerecht bei der UEFA ein.

### Zurückgezogene Bewerbungen

#### Nordische Länder
Am 4. März 2016 wurde bekannt, dass Finnland, Schweden, Norwegen und Dänemark in Erwägung zogen, gemeinsam für die Austragung der EM 2024 zu kandidieren. Weder Finnland noch Norwegen oder Dänemark haben bisher eine Fußball-WM oder -EM ausgetragen, Schweden war Austragungsland der WM 1958 und der EM 1992.
Mitte Februar 2017 zog sich der norwegische Fußballverband (NFF) von einer möglichen Bewerbung zurück. Wie der Verbandspräsident Terje Svendsen angab, habe das Land nicht die benötigten Stadien für das Turnier. Laut Svendsen gebe es in Norwegen, Dänemark, Schweden, Finnland und Island nur zwei Spielstätten (die Friends Arena und der Telia Parken), die allen UEFA-Anforderungen entsprächen.
In einer Sitzung am 24. Februar 2017 in Kopenhagen einigten sich die fünf Verbände darauf, von einer Bewerbung für die Europameisterschaft 2024 abzusehen. Der Hauptgrund sei die nicht ausreichende Stadioninfrastruktur der nordischen Länder. Der Svenska Fotbollförbundet (SvFF) teilte mit, dass man sich auf die Austragung kleinerer UEFA- oder FIFA-Turniere wie die Frauen-WM oder die U-20-Weltmeisterschaft konzentrieren werde. Der jetzige Rückzug bedeute aber nicht, dass man den Plan einer nordischen Fußball-Europameisterschaft vollkommen fallengelassen habe und eine Bewerbung zu einem späteren Zeitpunkt ausgeschlossen sei.

## Abstimmungsergebnis
Stimmberechtigt waren 18 der 20 Komiteemitglieder. Der deutsche Vertreter Reinhard Grindel und der türkische Servet Yardımcı waren als Vertreter der sich bewerbenden Verbände nicht stimmberechtigt. Lars-Christer Olsson (Schweden) fehlte krankheitsbedingt, somit nahmen 17 Mitglieder an der Abstimmung teil.
| Bewerber    | Stimmen |
| ----------- | ------- |
| Deutschland | 12      |
| Türkei      | 4       |
| Enthaltung  | 1       |
| Gesamt      | 17      |